# هنري وارنر بيرغ
هنري وارنر بيرغ (بالإنجليزية: Henry Warner Birge)‏ هو ضابط أمريكي، ولد في 25 أغسطس 1825 في هارتفورد في الولايات المتحدة، وتوفي في 1 يونيو 1888 في نيويورك في الولايات المتحدة.